# Culex accelerans
Culex accelerans é um espécie de mosquito do género Culex, pertencente à família Culicidae.